# Delfin al Franței

Stema delfinilor francezi.

Delfin al Franței (franceză Dauphin de France) — a fost titlul acordat moștenitorului tronului Franței în perioada 1350 - 1791 și 1824 - 1830.
Guigues al VIII-lea de Viennois, Conte de Vienne, avea pe stema sa desenat un delfin, motiv pentru care a fost supranumit le Dauphin. Titlul de "Delfin de Viennois" împreună cu teritoriul Dauphiné a fost vândut de Humbert al II-lea (vasal al Burgundiei) regelui Filip al VI-lea al Franței, cu condiția ca moștenitorul Franței să primească titlul de le Dauphin. Soția Delfinului era cunoscută ca Delfina (la Dauphine).

## Lista Delfinilor Franței
| Portret                                 | Nume                                                 | Moștenitor al lui                   | Naștere            | Devenit Delfin     | Încetat de a fi Delfin                 | Deces              | Alte titluri                       | Nume regal            | Delfină                                                  |
| --------------------------------------- | ---------------------------------------------------- | ----------------------------------- | ------------------ | ------------------ | -------------------------------------- | ------------------ | ---------------------------------- | --------------------- | -------------------------------------------------------- |
|                                         | Carol, primul Delfin al Franței                      | Ioan al II-lea                      | 21 ianuarie 1338   | 22 august 1350     | 8 aprilie 1364 devenit Rege            | 16 septembrie 1380 | Duce al Normandiei                 | Carol al V-lea        | Ioana de Bourbon                                         |
|                                         | Carol, al II-lea Delfin al Franței                   | Carol al V-lea                      | 3 decembrie 1368   | 3 decembrie 1368   | 16 septembrie 1380 devenit Rege        | 21 octombrie 1422  |                                    | Carol al VI-lea       | –                                                        |
|                                         | Carol, al III-lea Delfin al Franței                  | Carol al VI-lea                     | 26 septembrie 1386 | 26 septembrie 1386 | 28 decembrie 1386                      | 28 decembrie 1386  |                                    | –                     | –                                                        |
| Carol, al IV-lea Delfin al Franței      | 6 februarie 1392                                     | 6 februarie 1392                    | 13 ianuarie 1401   | 13 ianuarie 1401   | Duce de Guyenne                        | –                  | –                                  |                       |                                                          |
| Ludovic, al V-lea Delfin al Franței     | 22 ianuarie 1397                                     | Carol al VI-lea                     | 13 ianuarie 1401   | 18 decembrie 1415  | 18 decembrie 1415                      | –                  | Margareta a Burgundiei             |                       |                                                          |
| Ioan, al VI-lea Delfin al Franței       | 31 august 1398                                       | Carol al VI-lea                     | 18 decembrie 1415  | 5 aprilie 1417     | 5 aprilie 1417                         | Duce de Touraine   | –                                  | Jacqueline de Hainaut |                                                          |
|                                         | Carol, al VII-lea Delfin al Franței                  | Carol al VI-lea                     | 22 februarie 1403  | 5 aprilie 1417     | 21 octombrie 1422 devenit Rege         | 22 iulie 1461      | Conte de Ponthieu                  | Carol al VII-lea      | –                                                        |
|                                         | Ludovic, al VIII-lea Delfin al Franței               | Carol al VII-lea                    | 3 iulie 1423       | 3 iulie 1423       | 22 iulie 1461 devenit Rege             | 30 august 1483     |                                    | Ludovic al XI-lea     | Margareta a Scoției; Charlotte a Savoiei                 |
|                                         | François, al IX-lea Delfin al Franței                | Ludovic al XI-lea                   | 1466               | 1466               | 1466                                   | 1466               |                                    | –                     | –                                                        |
|                                         | Carol, al X-lea Delfin al Franței                    | Ludovic al XI-lea                   | 30 iunie 1470      | 30 iunie 1470      | 30 august 1483 devenit Rege            | 7 aprilie 1498     |                                    | Carol al VIII-lea     | –                                                        |
|                                         | Charles-Orland, al XI-lea Delfin al Franței          | Carol al VIII-lea                   | 11 octombrie 1492  | 11 octombrie 1492  | 16 decembrie 1495                      | 16 decembrie 1495  |                                    | –                     | –                                                        |
| Charles, al XII-lea Delfin al Franței   | 8 septembrie 1496                                    | 8 septembrie 1496                   | 2 octombrie 1496   | 2 octombrie 1496   |                                        | –                  | –                                  |                       |                                                          |
| François, al XIII-lea Delfin al Franței | iulie 1497                                           | iulie 1497                          | iulie 1497         | iulie 1497         |                                        | –                  | –                                  |                       |                                                          |
| François, al XIV-lea Delfin al Franței  | Francisc I                                           | 28 septembrie 1518                  | 28 septembrie 1518 | 10 august 1536     | 10 august 1536                         | Duce al Bretaniei  | –                                  | –                     |                                                          |
|                                         | Francisc I                                           | Henric, al XV-lea Delfin al Franței | 31 martie 1519     | 10 august 1536     | 31 martie 1547 devenit Rege            | 10 iulie 1559      | Duce de Orleans, Duce al Bretaniei | Henric al II-lea      | Caterina de Medici                                       |
|                                         | Francisc, al XVI-lea Delfin al Franței               | Henric al II-lea                    | 19 ianuarie 1544   | 31 martie 1547     | 10 iulie 1559 devenit Rege             | 5 decembrie 1560   | Rege-consort al Scoției            | Francisc al II-lea    | Maria, Regină a Scoției                                  |
|                                         | Ludovic, al XVII-lea Delfin al Franței               | Henric al IV-lea                    | 27 septembrie 1601 | 27 septembrie 1601 | 14 mai 1610 devenit Rege               | 14 mai 1643        |                                    | Ludovic al XIII-lea   | –                                                        |
|                                         | Ludovic, al XVIII-lea Delfin al Franței              | Ludovic al XIII-lea                 | 5 septembrie 1638  | 5 septembrie 1638  | 14 mai 1643 devenit Rege               | 1 septembrie 1715  |                                    | Ludovic al XIV-lea    | –                                                        |
|                                         | Ludovic, Marele Delfin, al XIX-lea Delfin al Franței | Ludovic al XIV-lea                  | 1 noiembrie 1661   | 1 noiembrie 1661   | 14 aprilie 1711                        | 14 aprilie 1711    |                                    | –                     | Maria Anna a Bavariei                                    |
|                                         | Ludovic, Micul Delfin, al XX-lea Delfin al Franței   | Ludovic al XIV-lea                  | 16 august 1682     | 14 aprilie 1711    | 18 februarie 1712                      | 18 februarie 1712  | Duce al Burgundiei                 | –                     | Marie-Adélaïde a Savoiei                                 |
|                                         | Ludovic, al XXI-lea Delfin al Franței                | Ludovic al XIV-lea                  | 8 ianuarie 1707    | 18 februarie 1712  | 8 martie 1712                          | 8 martie 1712      | Duce al Bretaniei                  | –                     | –                                                        |
|                                         | Ludovic, al XXII-lea Delfin al Franței               | Ludovic al XIV-lea                  | 15 februarie 1710  | 8 martie 1712      | 1 septembrie 1715 devenit Rege         | 10 mai 1774        | Duce de Anjou                      | Ludovic al XV-lea     | –                                                        |
|                                         | Ludovic, al XXIII-lea Delfin al Franței              | Ludovic al XV-lea                   | 4 septembrie 1729  | 4 septembrie 1729  | 20 decembrie 1765                      | 20 decembrie 1765  |                                    | –                     | Maria Teresa Rafaela a Spaniei; Marie-Josèphe a Saxoniei |
|                                         | Louis-Auguste, al XXIV-lea Delfin al Franței         | Ludovic al XV-lea                   | 23 august 1754     | 20 decembrie 1765  | 10 mai 1774 devenit Rege               | 21 ianuarie 1793   | Duce de Berry                      | Ludovic al XVI-lea    | Maria Antoaneta a Austriei                               |
|                                         | Louis-Joseph, al XXV-lea Delfin al Franței           | Ludovic al XVI-lea                  | 22 octombrie 1781  | 22 octombrie 1781  | 4 iunie 1789                           | 4 iunie 1789       |                                    | –                     | –                                                        |
|                                         | Louis-Charles, al XXVI-lea Delfin al Franței         | Ludovic al XVI-lea                  | 27 martie 1785     | 4 iunie 1789       | 1 octombrie 1791 redenumit Prinț-regal | 8 iunie 1795       | Duce al Normandiei                 | Ludovic al XVII-lea   | –                                                        |
|                                         | Louis-Antoine, XXVII-lea Delfin al Franței           | Carol al X-lea                      | 6 august 1775      | 16 septembrie 1824 | 2 august 1830 devenit Rege/deposedat   | 3 iunie 1844       | Duce de Angouleme                  | Ludovic al XIX-lea    | Marie-Thérèse-Charlotte a Franței                        |
| Portret                                 | Nume                                                 | Moștenitor al lui                   | Naștere            | Devenit Delfin     | Încetat de a fi Delfin                 | Deces              | Alte titluri                       | Nume regal            | Delfină                                                  |